# Thomas Bayes
Thomas Bayes [ˈbeɪz]IPA (1701 (?) – 1761) byl anglický duchovní, dnes známý především pro formulaci tzv. Bayesovy věty, která udává, jak podmíněná pravděpodobnost nějakého jevu souvisí s opačnou podmíněnou pravděpodobností.
Tzv. bayesovská statistika byla využita např. při hledání černých skříněk airbusu Air France, který při letu 447 v červnu 2009 havaroval nad Atlantským oceánem při letu z Jižní Ameriky do Paříže. Uplatnila se také při pátrání po jaderné ponorce USS Scorpion.

## Galerie

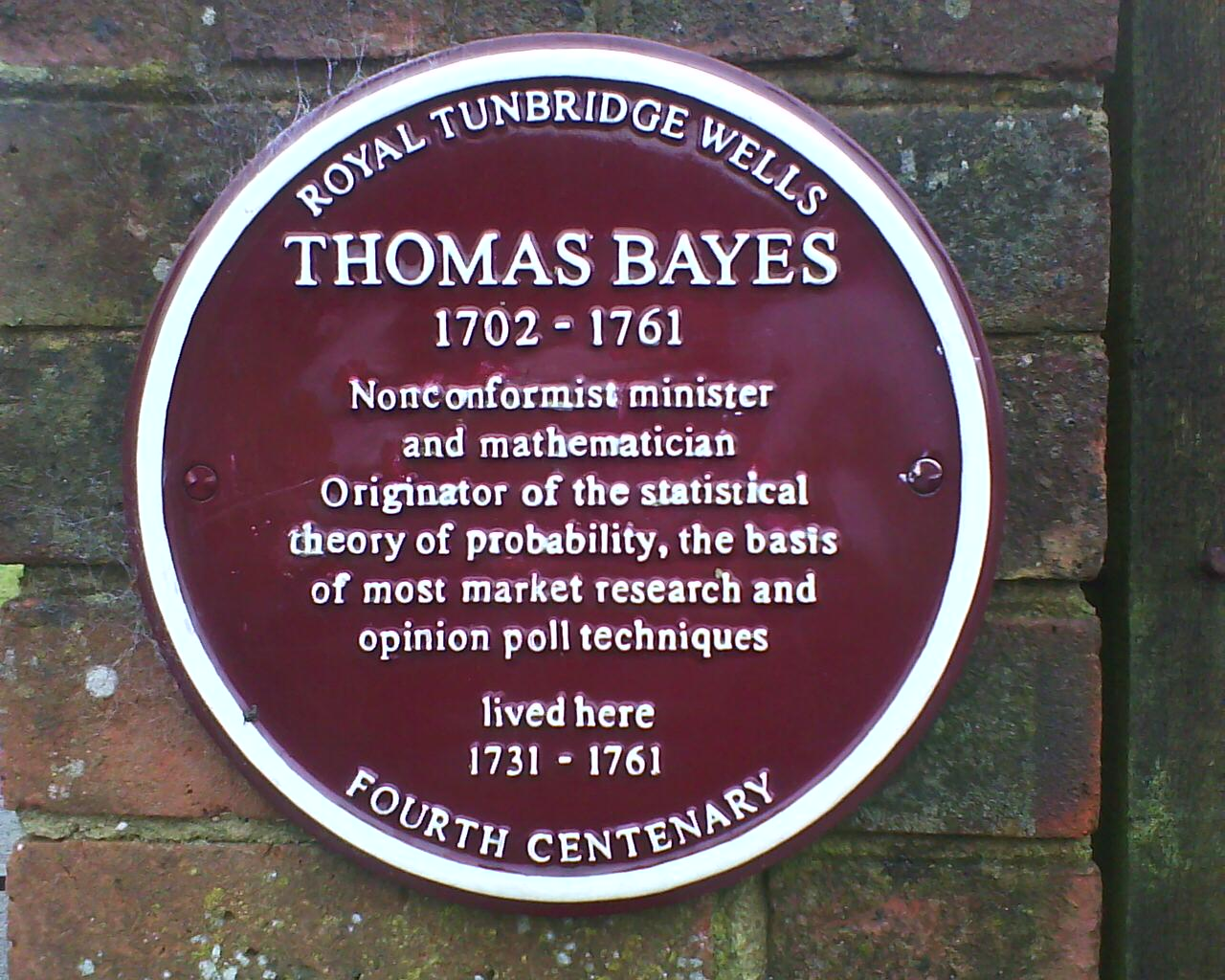
Plaketa
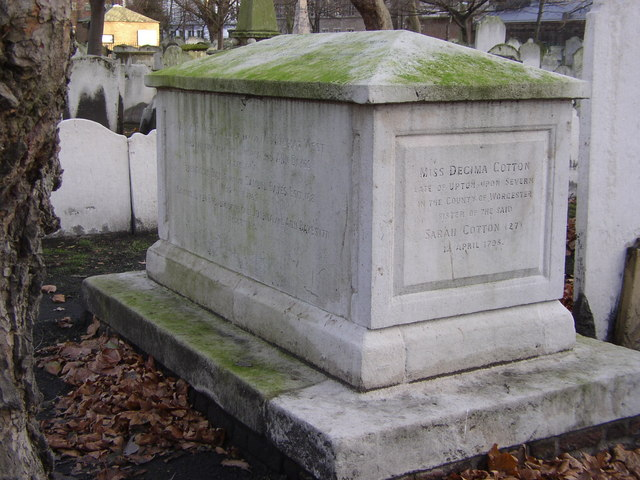
Hrob
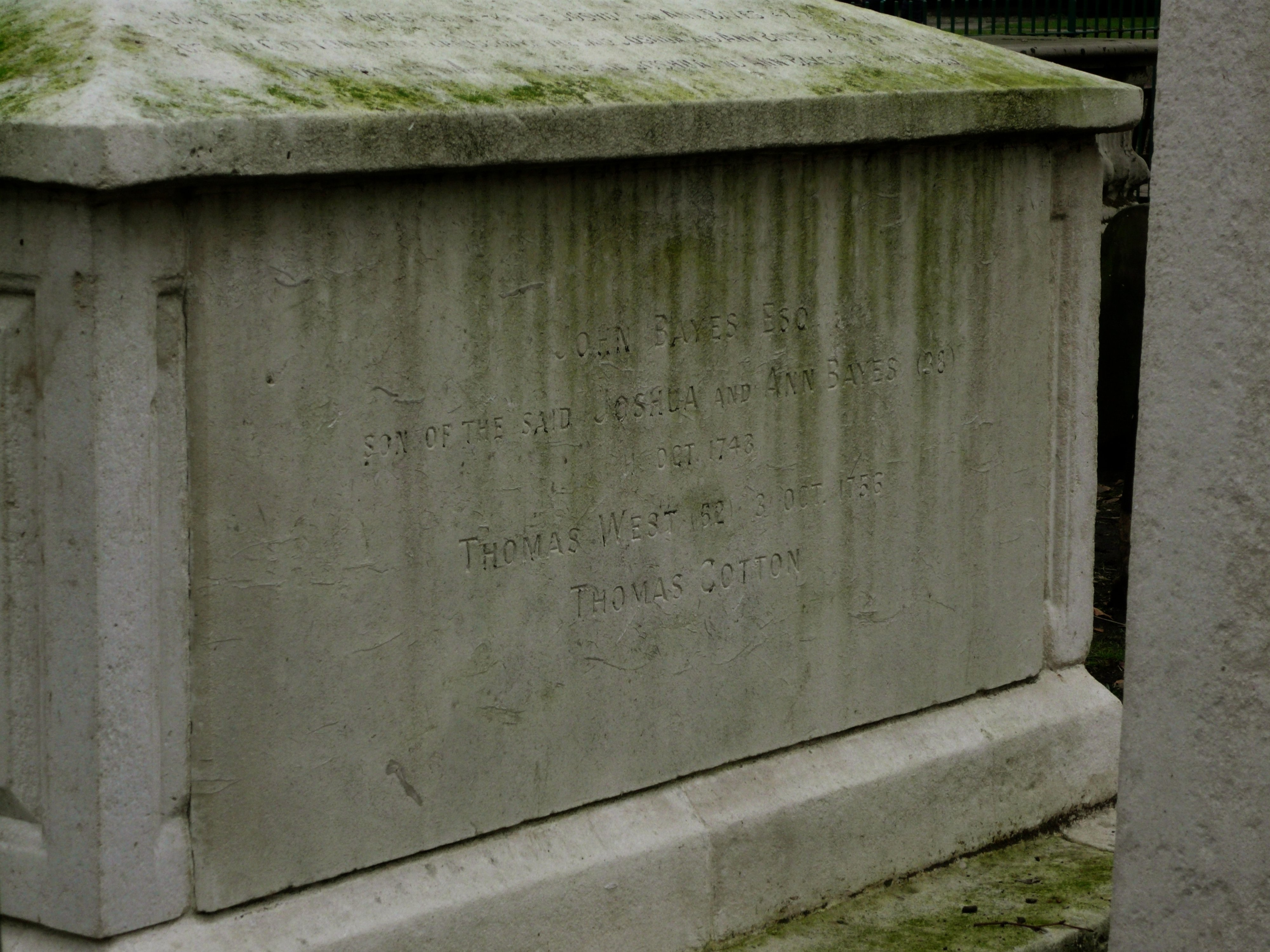
Hrob
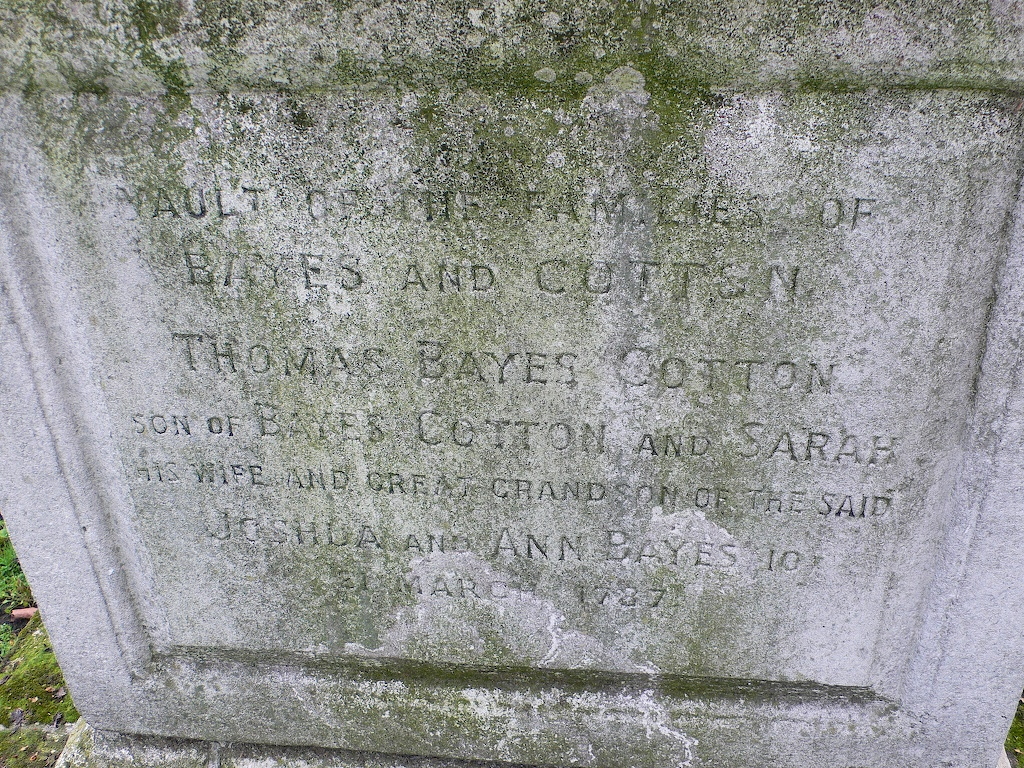
Hrob